# Villégiature
Ne doit pas être confondu avec Villégiature (nouvelle).

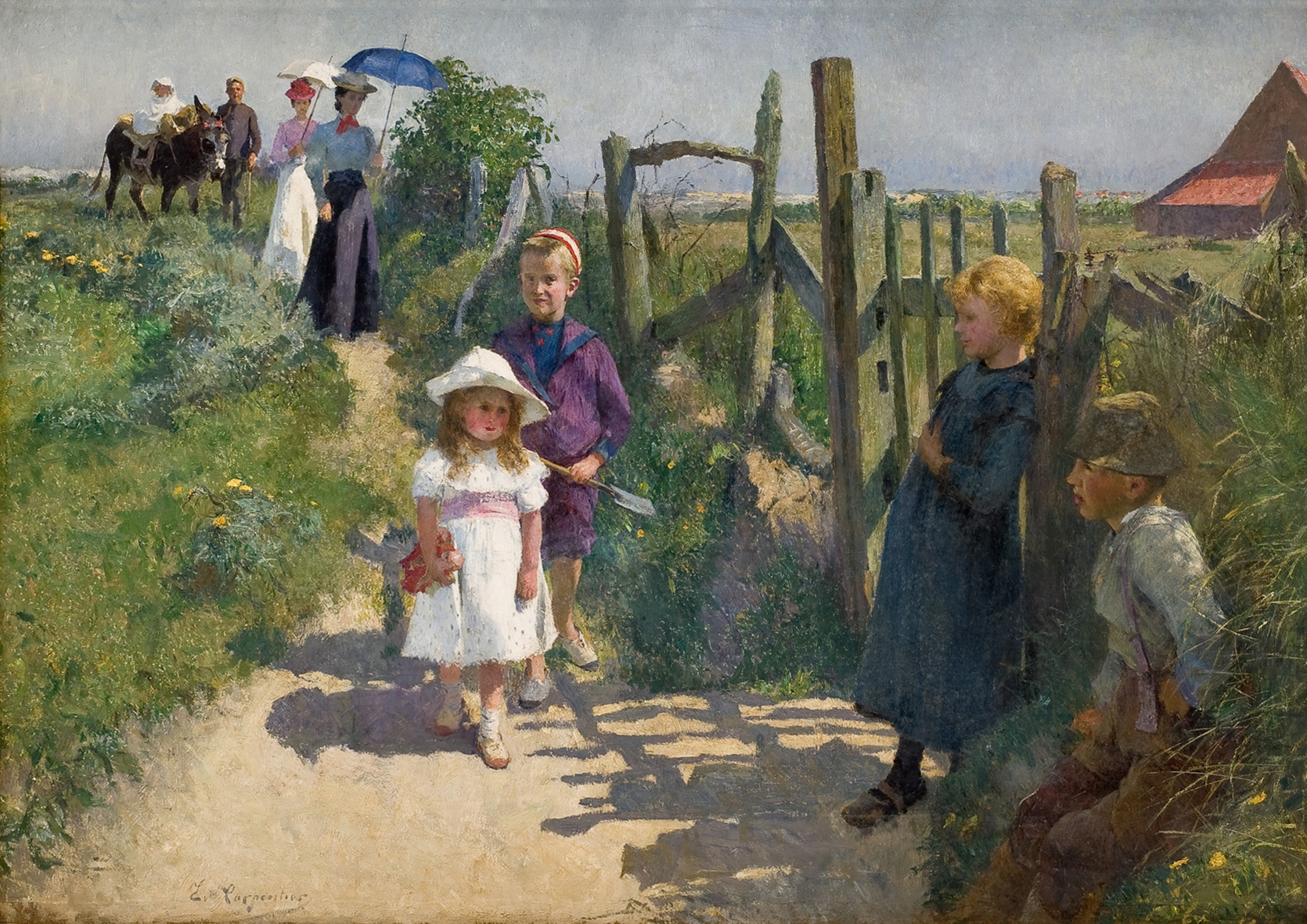
En villégiature, Évariste Carpentier (1845-1922), huile sur toile (avant 1902), don du baron de Rothschild au musée Fabre de Montpellier.

La villégiature (de l'italien villeggiatura) est un séjour à la campagne pendant la belle saison. Par analogie, il s'agit de tout séjour passager et agréable en dehors de chez soi (au bord de la mer, à la montagne, dans un lieu de plaisance ou de tourisme). Au sens large, la villégiature correspond aux résidences secondaires, à l'hôtellerie de séjour (hôtellerie classique et de plein air, chambres d'hôtes, auberges de jeunesse, gîtes, résidences et meublés de tourisme, villages de vacances…) et aux croisières.

## Historique

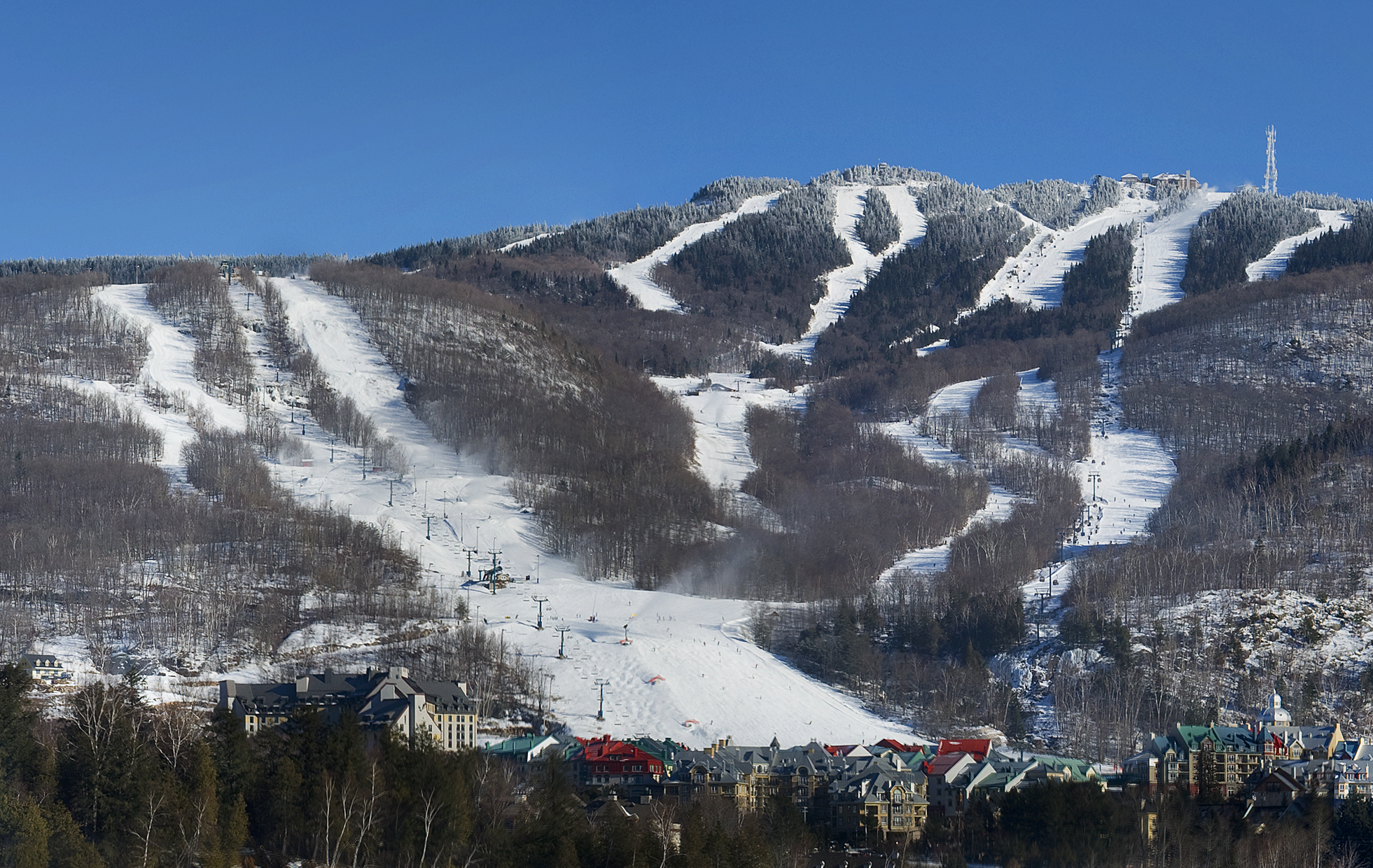
Tremblant est un centre de villégiature connu pour son domaine skiable.

La villégiature est le lieu et le temps de l'oisiveté. Le terme a pour origine le concept, initié par les Vénitiens fortunés de la Renaissance italienne, de la résidence durant certaines parties de l'année (l'été) dans leurs villas de plaisance à la campagne, rappelant la pratique de l'otium dans les villas de Campanie durant l'Antiquité romaine. Ce terme est introduit dans la langue française en 1755 par l'abbé Prévost, il vient de l'italien villegiare, littéralement « être dans sa maison ».
Le concept de villégiature est associé à une démonstration d'appartenance à une classe sociale privilégiée. De la résidence aristocratique à la maison de campagne, l'évolution de la pratique, à l'origine élitiste, indique son appropriation par les classes moyennes, les classes économiquement défavorisées en étant de fait exclues.
La villégiature se distingue des vacances qui, si elles suggèrent une interruption des activités habituelles (congés payés, vacances scolaires) n'impliquent pas systématiquement un déplacement depuis la résidence principale. Elle se distingue également du tourisme de voyage lorsque celui-ci est un tourisme de masse avec des personnes visitant les mêmes destinations populaires ou un tourisme itinérant comme le Grand Tour à vocation historiquement pédagogique.
Les saisons de la villégiature varient au fil de l'histoire et des modes : des campagnes de la Renaissance elle se déplace vers les côtes aux hivers doux et vers les montagnes aux étés frais jusqu'au XIXe siècle. La tendance s'inverse au XXe siècle où les côtes deviennent des stations balnéaires estivales et les montagnes des stations de sport d'hiver. La santé est souvent prétexte à l'éloignement des villes et donne à nouveau naissance à la pratique antique du thermalisme.
Depuis la seconde moitié du XXe siècle, le développement et la modernisation des transports ont favorisé l'essor du tourisme balnéaire, des loisirs nautiques, de la villégiature littorale qui va de pair avec l'artificialisation des rivages. Parallèlement, le transport maritime de matières premières à moindre coût et l'émergence de grandes zones industrialo-portuaires ont favorisé la littoralisation de l'industrie lourde (sidérurgie, pétrochimie, chimie de base), ce qui a entraîné le développement de résidences principales entrant en concurrence avec les résidences secondaires de villégiature (maisons individuelles pour les week-ends, les loisirs ou les vacances estivales). Inversement, dans certaines communes littorales, la villégiature laisse place au développement résidentiel périurbain, pour des populations relativement aisées cherchant un cadre de vie préservé et des paysages attrayants (bourgeoisie, professions intellectuelles, cadres supérieurs, néo-retraités en quête d'habitats individuels dans des communes mais aussi à la marge de sites protégés très convoités). L'instauration des congés payés et l'essor du tourisme marquent ainsi l'avènement d'une villégiature de masse (résidences secondaires « les pieds dans l'eau » ou habitat pavillonnaire, hôtellerie de séjour) qui jouxte les résidences principales de catégories supérieures actives et retraitées, ou celles de quartiers populaires, ce qui renforce la pression foncière et la spéculation immobilière. Les aménités paysagères qu'offrent le littoral favorisent donc la ruée vers le front de mer (en) et la villégiature qui génèrent de nombreux impacts : airbnbisation des logements qui encourage le sur-tourisme à l'origine de nuisances sociales (trafics, bruit, incivisme) et aggrave la crise immobilière, côte d'Azurisation du littoral qui se traduit par une sélection, une ségrégation voire une fragmentation sociale, ce qui induit des tensions et des conflits. La gentrification des populations résidentielles (mais aussi des campings) s'accompagne de l'éviction des classes populaires, populations captives reléguées dans l'arrière-pays ou dans des logements plus petits, et qui peuvent éprouver un sentiment de dépossession,. Le phénomène de littoralisation et de tourisme de villégiature n'amplifie pas toujours ces disparités sociales et peut être un vecteur d'opportunités économiques. On peut parfois observer une cohabitation tranquille de ces populations disparates qui, affectées par le syndrome Nimby, trouvent des compromis pour la mise en œuvre de projets et de politiques,. La villégiature constitue une source d'enrichissement pour les territoires au travers du développement d'une économie spécifiquement touristique et d'une économie présentielle.

## Villégiature dans les arts

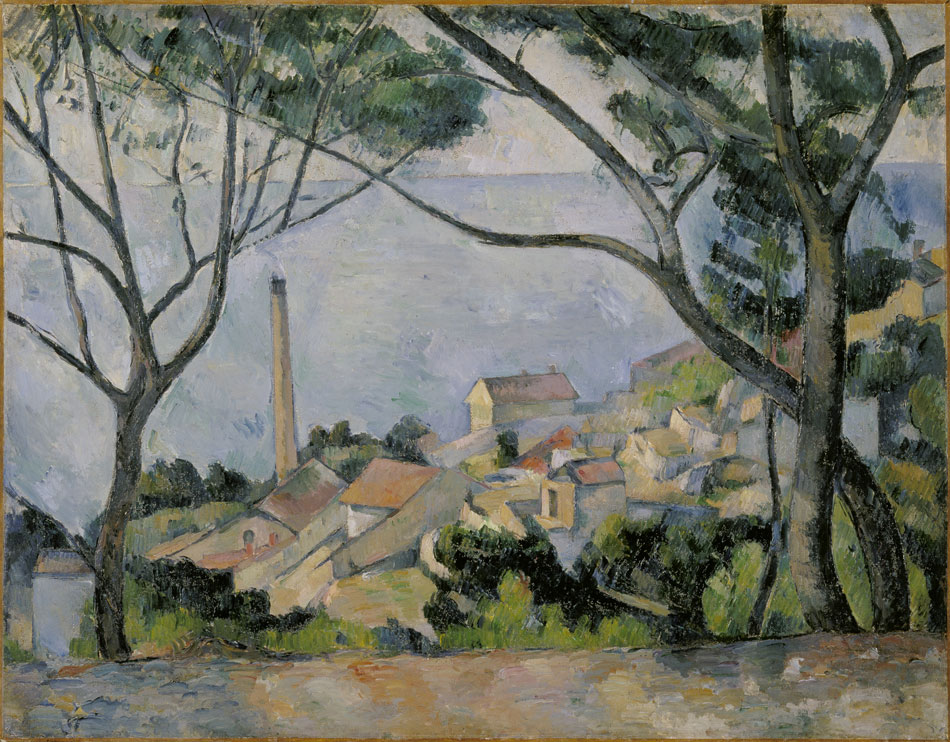
Dans La Mer à L'Estaque (1878-1879), Cézanne représente L'Estaque, lieu de villégiature à l'écart de la populeuse et commerçante ville de Marseille, avant que cette station balnéaire devienne un quartier de la capitale provençale.

Autour de ces infrastructures fleurissent les luxueux complexes hôteliers ou les somptueuses villas des riches villégiateurs donnant lieu à la création d'un important patrimoine architectural particulièrement développé au cours des XIXe et XXe siècles. Ce patrimoine, les paysages et la vie de leurs occupants sont représentés dans nombre d'œuvres d'art et d'ouvrages littéraires comme La Trilogie de la villégiature (1761), pièce de théâtre du dramaturge vénitien Carlo Goldoni, L'Arrivée d'un train en gare de La Ciotat (1895), film des frères Lumière symbolisant le début de la villégiature dans le Midi de la France, L'année dernière à Marienbad (1961), film d'Alain Resnais décrivant l'atmosphère délétère d'une station de villégiature dans la période austro-hongroise, etc.
En France, le patrimoine architectural est répertorié par les services régionaux de l'inventaire général du patrimoine culturel dans les études de recensement du patrimoine de la villégiature décliné en patrimoine balnéaire, patrimoine thermal et patrimoine des stations d'hiver.

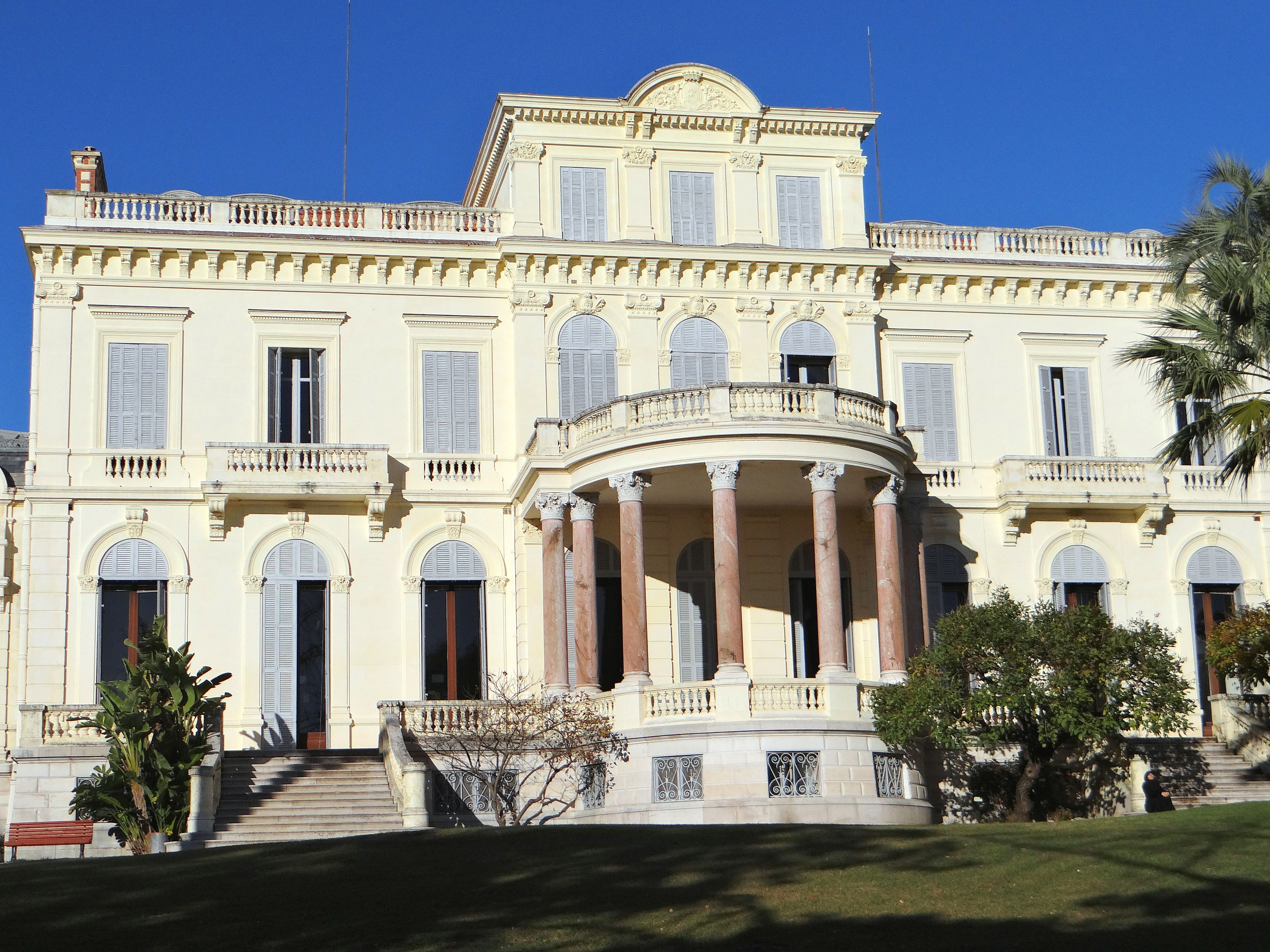
La villa Rothschild (1881), témoin remarquable du patrimoine balnéaire de Cannes.
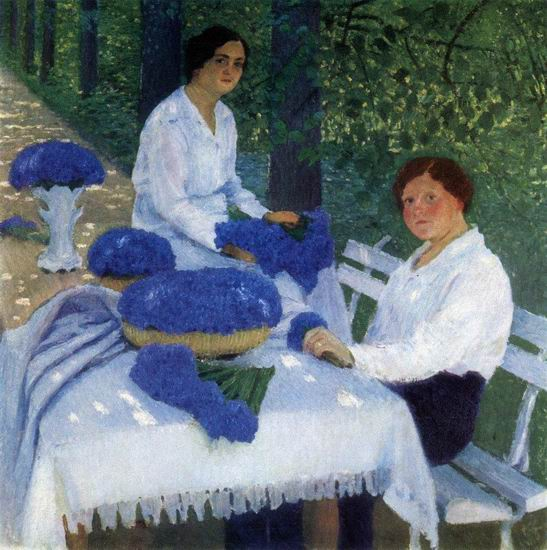
Bleuets. Portrait de groupe, Igor Grabar (1871-1960), huile sur toile (1914), l'épouse et la sœur du peintre dans leur datcha, collection particulière, Moscou.
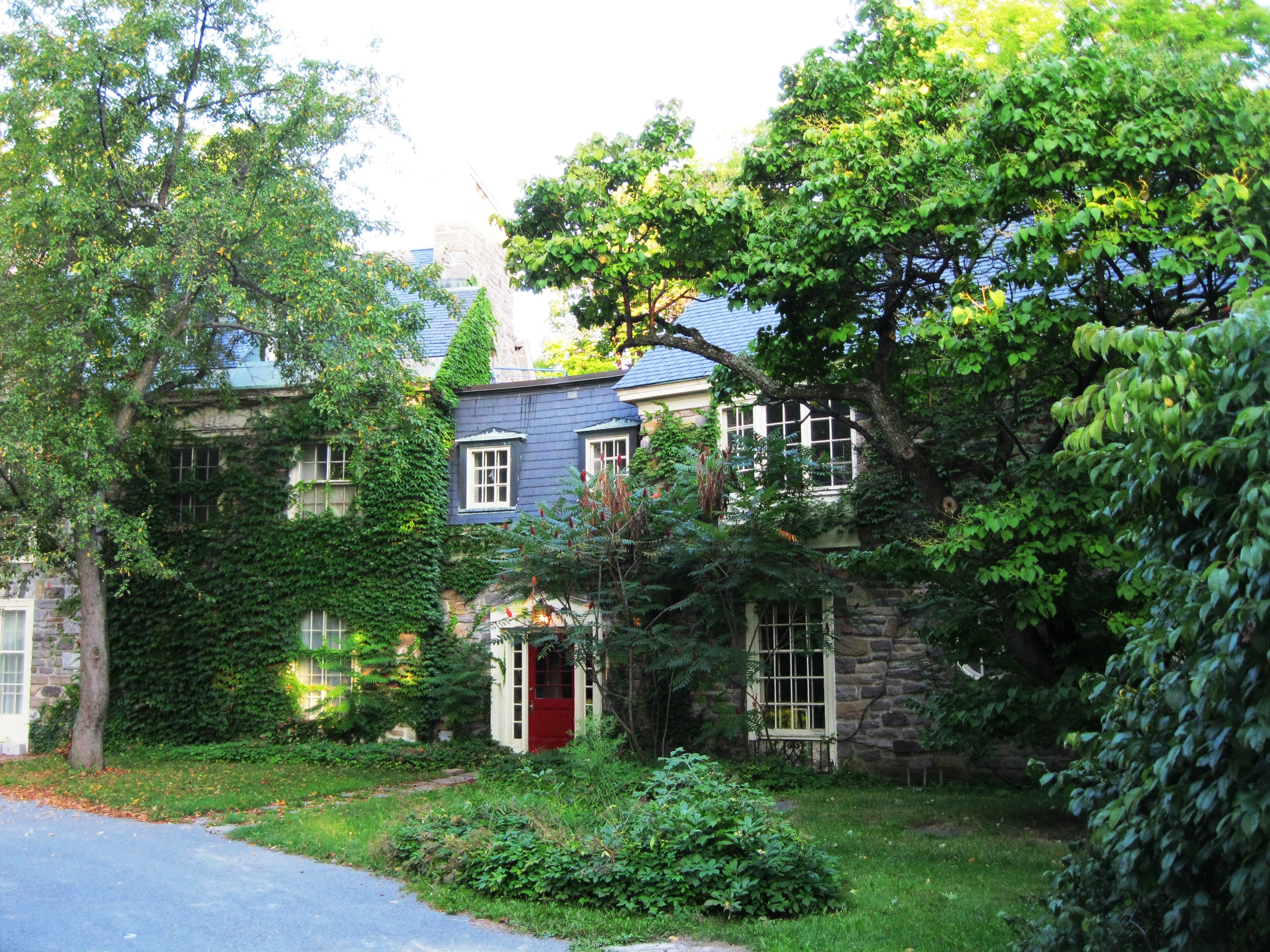
Maison Mary-Dorothy-Molson (1929), résidence bourgeoise de villégiature d'inspiration néogeorgienne, Montréal.

## Prix
Tous les ans depuis 2003, en automne, le prix « Villégiature Awards » — avec un jury d'une vingtaine de journalistes contribuant à des médias internationaux — récompense les plus beaux hôtels de villégiature en Europe, Afrique, Moyen-Orient et Asie. Les prix sont depuis 2017 remis au sein du Château de Ferrières, près de Paris.